# Serralada de Sudirman
La serralada de Sudirman també coneguda com les muntanyes Snow,  Dugunduguoo, o serralada de Nassau és una serralada a l'illa de Nova Guinea, a la província de Papua central, Indonèsia. Porta el nom del primer comandant en cap de les forces armades i heroi nacional indonesi Sudirman. Comprèn la part occidental de les muntanyes Maoke. Aquí es troba el cim més alt d'Oceania i Australàsia, el Puncak Jaya (4.884 msnm), així com la gran mina de coure i or de Grasberg. Altres cims de la serralada són el Sumantri (4.870 msnm), el Ngga Pulu (4.863 msnm) i el Carstensz East (4.820 m o 4.808 msnm).